# 바다 민족
바다 민족(Sea Peoples) 또는 바다의 사람들(People of the Sea)은 청동기 시대 말기까지 기원이 불분명하며 동 지중해를 거쳐 아나톨리아, 시리아, 가나안, 키프로스, 이집트를 침략한 것으로 추측되는 해양 민족의 총칭이다.
바다 민족이 이집트 제19왕조 및, 특히 제20왕조 람세스 3세의 재위 8년째에 이집트 영토에 침입하였다는 기록이 있다. 파라오 메르넵타는 카르나크 부조에서 이들을 “바다의 외지인”이라고 명확하게 지칭했다. 대부분의 학자는 이들이 키프로스, 히타이트, 레반트 지역(터키와 이집트 사이 동지중해 연안)을 침략했다고 생각하나, 이와 같은 가설을 부정하는 학자도 있다.
바다 민족 중 이집트 기록에서 식별되는 이름은 청동기시대 아카이아인 집단인 에크웨시, 에트루리아인의 조상인 티레니아인을 지칭하는 테레쉬, 에게해 연안의 아나톨리아인인 루카(터키 남부 지역명 및 언어명인 리키아에 영향), 사르디니아인으로 추정되는 셰던, 시켈인으로 불린 이탈리아계 부족으로 추정되는 세켈레시, 일반적으로는 크레타로부터 와서 텍쿠르(트로이인으로 생각됨)와 함께 이주하여 주요 바다 민족 중에서는 유일하게 레반트 지역에 영구적으로 정착한 것으로 알려진 펠레세트(필리스틴(블레셋)인을 가리키는 것으로 생각됨) 등이다.

## 역사적 맥락
후기 청동기 시대, 에게해의 필로스 선형문자 B 서판은 용병 고용 및 사람들의 이주와 이후 재정착 등을 보여준다. 그럼에도 불구하고 바다 민족의 정체는 수수께끼에 싸여 있으며, 현대의 학자들은 이와 관련하여 고대 문명의 단편적인 기록과 고고학적 분석 내용만을 참조할 수 있을 뿐이다. 이집트인이 이들의 정체와 동기를 파악하고 있었다는 증거가 있으며, 실제로 이들 중 많은 수가 이집트인에게 고용되거나, 후기 청동기문명의 붕괴 전 수 세기동안 외교적 관계를 맺었다. 예를 들어 셰르덴이나 샤르다나 등 일부 집단 또는 이들의 구성원은 람세스 2세와 같은 이집트 파라오에게 용병으로 고용되었다.
기원전 15세기부터 이집트의 제3중간기 전, 레반트 지역에 셈어를 쓰는 유목민족이 등장하여 후리안인과 관계를 맺고 있던 이집트 선주민을 대체하였다. 이들은 샤수(š3sw), 즉 "걷는 자들"로 불렸다. 샌더스는 이와 유사하게 "땅의 민족"이라는 명칭을 사용한다. 동시대 아시리아측 기록은 이들을 아흘라무, 즉 방랑자로 지칭한다. 이들은 바다 민족에 대한 이집트 기록에는 나타나지 않으며, 이후 아람인으로 지칭된다.
룩카와 같은 일부 민족은 땅의 민족 및 바다 민족 양쪽 모두로 분류된다.

## 문서 기록

### 비블로스의 오벨리스크

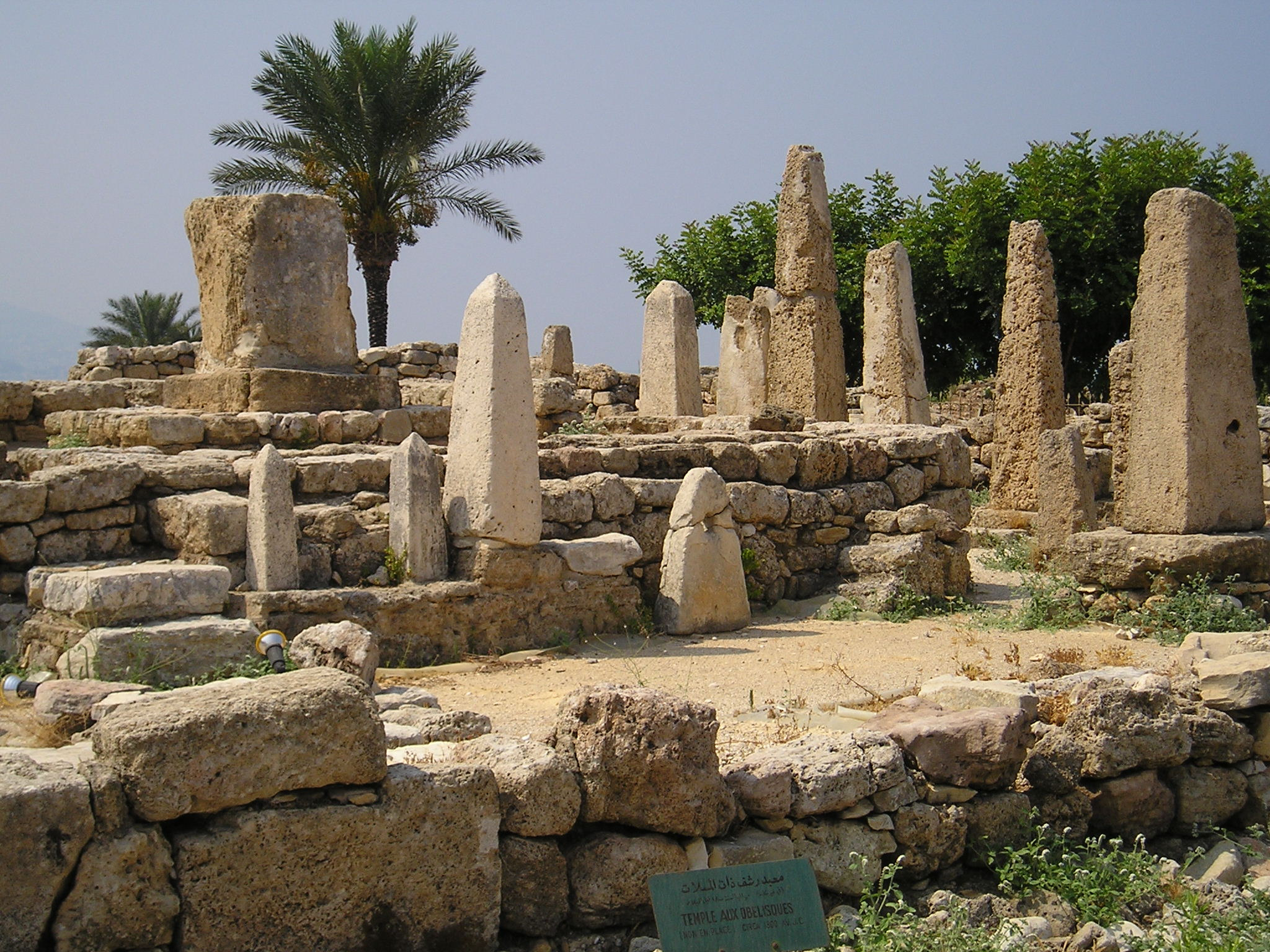
오벨리스크 사원, 비블로스

훗날 바다 민족 중 하나로 분류된 최초의 민족 집단에 대한 기록은 오벨리스크 신전(현재 레바논 비블로스 소재) 내 오벨리스크에 쓰인 이집트 히에로글리프로 남아 있다. 명문은 루카의 아들, "리키아인"인 쿠쿠니스(Kukunnis)를 언급한다. 기록 연대는 기원전 2000년 또는 1700년으로 추정된다.

### 초기 아르마나 시기
루카는 셰던과 마찬가지로 훗날 기원전 14세기 중반의 아르마나 문서(아멘호텝 3세 또는 그의 아들인 아크나톤 재위시 작성분)에 이름이 나타난다. 문서 한 곳에서는 탈영한 것으로 보이는 셰던인 용병을 언급하며, 다른 곳에서는 이집트인 감독자가 세명의 셰던인을 죽인 것으로 나타난다. 다른 문서에서는 또다른 바다 민족인 다누나인에 대하여, 그들의 지도자의 죽음과 관련하여 간략하게 언급한다. 기록은 루카가 알라시아인 또는 키프로스인과 연합하여 이집트인을 공격하였음을 비난하고, 이후 루카가 마을들을 점령하였음을 기재하였다.

### 람세스2세 치세

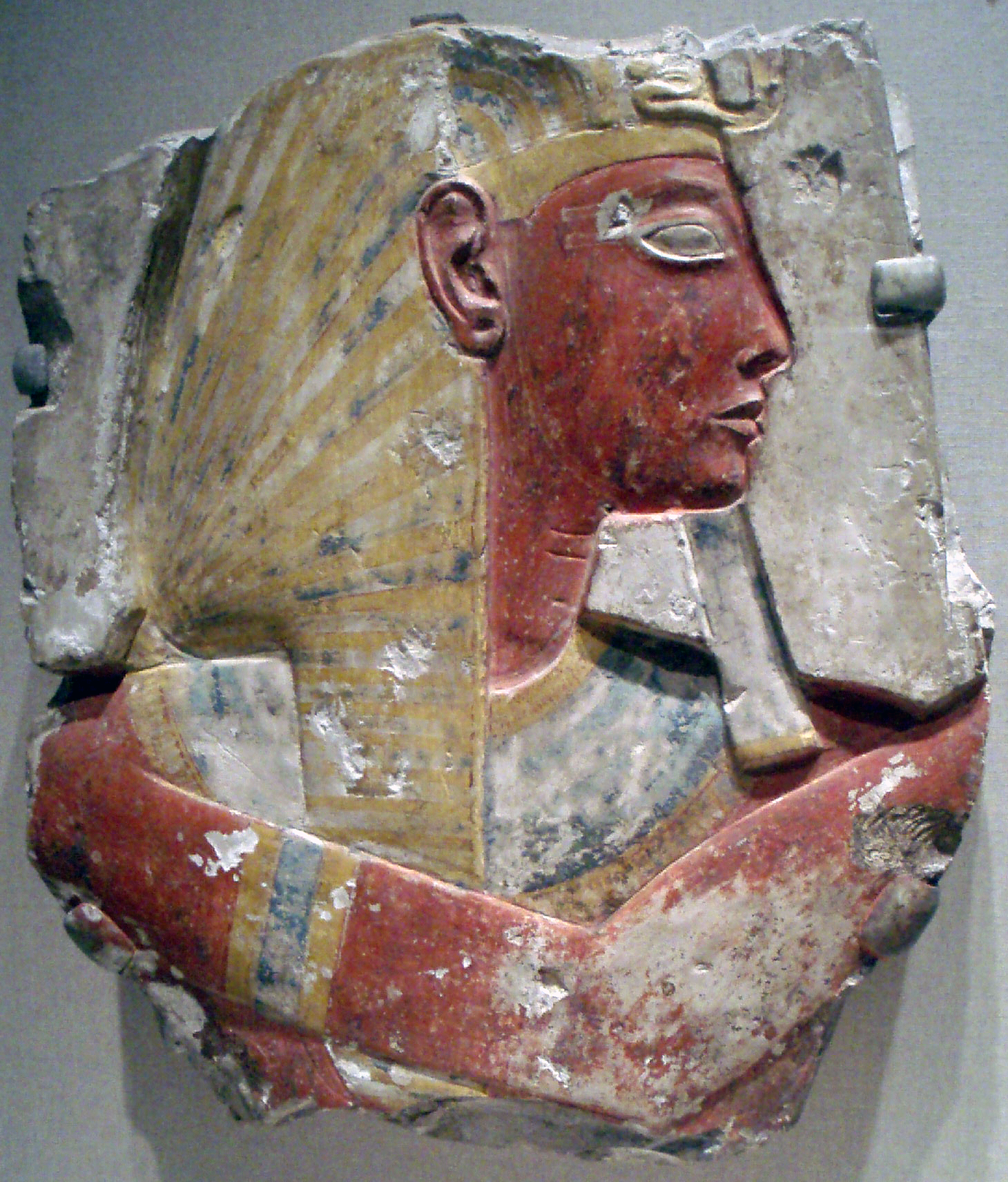
람세스 2세, 채색 부조

람세스 2세 치하의 바다민족에 대한 기록은 재위 2년째 나일 삼각주 또는 그 주변에서 수행한 전투, 그리고 재위 5년째 히타이트 연합군에 대항하여 벌어진 카데쉬 전투 등 두 번의 군사작전과 관련하여 남아 있는 것으로 보인다. 람세스 2세는 장수하였으며 치세가 얼마나 지속되었는지는 확실하지 앟으나, 대략 기원전 13세기 전반기를 거의 포괄하였음은 확실해 보인다.
재위 2년째, 람세스 2세는 셰던 혹은 샤르다나의 나일 삼각주 지역에 대한 공격을 저지하고 이들을 패퇴시켰으며, 해적 몇을 사로잡았다. 이 일은 타니스의 2번 석비에 기록되었다. 람세스 2세가 남긴 타니스 석비 기록은 이집트의 지중해 연안 지역에 대한 그들의 지속적인 위협을 말해준다.
"누구도 무도한 셰던과 어떻게 싸워야 할 지 알지 못했다. 그들은 바다 한가운데로부터 대담하게 전선을 타고 왔으며, 누구도 그들의 침략을 견뎌내지 못했다.”
셰던인 포로들은 이집트군에 흡수되어, 람세스의 대 히타이트 전선에서 복무했으며, 카데쉬 전투에도 관계했다. 이와 관련하여 아스완 석비 중 하나도 이는 “광활한 녹색 바다(이집트인이 지중해를 가리키던 말)”에서 온 사람들을 포함하여, 많은 민족에 대해 승리한 왕의 군사작전에 대해 언급한다. 타니스와 아스완의 석비가 같은 사건을 언급한다고 가정하는 것은 일리가 있으며, 이 경우 두 기념물은 서로의 신뢰도를 높인다고 할 수 있다.
카데쉬 전투는 람세스 2세 재위 5년째에 히타이트 및 연합군에 대항한 작전이었다. 이집트 제국과 히타이트 제국에게 상호간 군사적 충돌이 임박하였음은 명확하였으며, 양쪽은 전략적 중간지점인 카데쉬에서 벌어질 전쟁에 대비하였다. 람세스는 이집트군을 분할 편성하였으나 히타이트군의 습격을 받고 거의 패배할 뻔했다. 그러나 이집트군 중 일부가 이를 뚫고 카데쉬에 도달하였으며, 나머지 군이 도착하여 보강된 군사력으로 인하여 파라오와 이집트군이 퇴각할 수 있었다. 히타이트는 카데쉬를 재탈환했다.
본국에서 람세스 2세는 필경사가 공식 기록을 남기도록 했다. 이는 조각되어 널리 공표되었으므로 ‘포고문’으로 불리며, 오늘날 아비도스, 카르나크, 룩소르, 아부 심벨의 신전에 전투장면을 묘사한 부조와 함께 10부가 남아있다. 생존자에 대한 시인 “펜타우르의 시” 역시 남아있다.
시에서 말하기로는, 앞서 포로가 된 셰던인들이 단순히 파라오를 위하여 일한 것 뿐이 아니라, 작전을 수립하기도 했다. 즉, 이집트군을 넷으로 나눈 것은 그들의 생각이었다는 것이다. 그들이 악의를 가지고 히타이트에 협력했다는 증거는 없으며, 람세스 2세가 그러한 생각을 했을지도 모르지만 이와 같은 기록은 남기지 않았다.
시는 히타이트의 동맹으로서 카데시에 간 민족을 열거한다. 그 중에는 전에 이집트 조각에 언급된 바다 민족 중 몇몇, 그리고 기원전 12세기 대이주에 참여한 민족들이 포함되어 있다.

### 메르넵타 치세
제19왕조의 네 번째 파라오인 메르넵타(1213 BC–1203 BC)의 치세 중 중요한 사건 중 하나는, 나일 삼각주 서부에서 재위 5년 및 6년째에 있었던 “아홉 활들”이라는 집단과의 전투였다. 이 집단의 공격은 격렬하여, 해당 지역은 "목초지가 되었으며, 선조 시기부터 버려진 채로 있었다."
이에 대한 파라오의 행동은 네개의 조각에 기록되어 있다. 전투를 묘사한 카르나크 부조, 카르나크 부조의 축약판인 카이로 석주 및 아트리비스 석비, 그리고 테베에서 발견된 ‘승리의 노래’, ‘메르넵타 석비’ 또는 ‘이스라엘 석비’ 등으로 다양하게 불리는 석비가 그것이다. 이는 승리의 결과인 평화적인 치세를 묘사하고 있다.
아홉 활들은 리비아 왕의 지도 하에서 움직이며 가자, 아쉬켈론, 예노암 및 이스라엘 민족을 포괄하는 가나안 지방에서 거의 동시다발적인 반란을 일으켰다. 정확히 어떤 민족이 아홉 활들에 지속적으로 포함되었는지는 불확실하나, 당시 전투에는 리비아, 메시웨시(지금의 리비아 동부), 그리고 케타(또는 히타이트) 또는 시리아, 그리고 (이스라엘 석비에서 역사상 처음으로 언급된) 이스라엘 등이 참여했다. 이 외에 추가로 카르나크 부조의 첫 줄에는 나일 삼각주 서부에 도착하였거나, 또는 키레네(지금의 리비아 동부에 위치한 고대 그리스 식민도시)로부터 배를 타고 왔을 바다 민족 중 일부가 포함되어 있다.
[폐하가 리비아 땅에서 거두신 승리로 시작하며] - 에크웨시, 테레쉬, 셰던, 세켈레시, 모든 곳에서 온 북쪽 사람들.

기록의 후반에서는 메레넵타가 공격 전갈을 받는다.
... 세 번째 계절에 '데드의 아들, 리비아의 불행하고 몰락한 우두머리인 메리에이가 그의 궁수 - 셰던, 세켈레시, 에크웨쉬, 루카, 테레쉬(몇몇 연구자는 트로이인과 동일시함)를 이끌고 테헤누에 왔다. 그의 나라의 모든 전사와 군인들 중 최정예를 몰고 왔다. 그의 아내와 자식도 데려왔다. 그리고 그는 페리레 평원의 서쪽 경계에 도착했다'

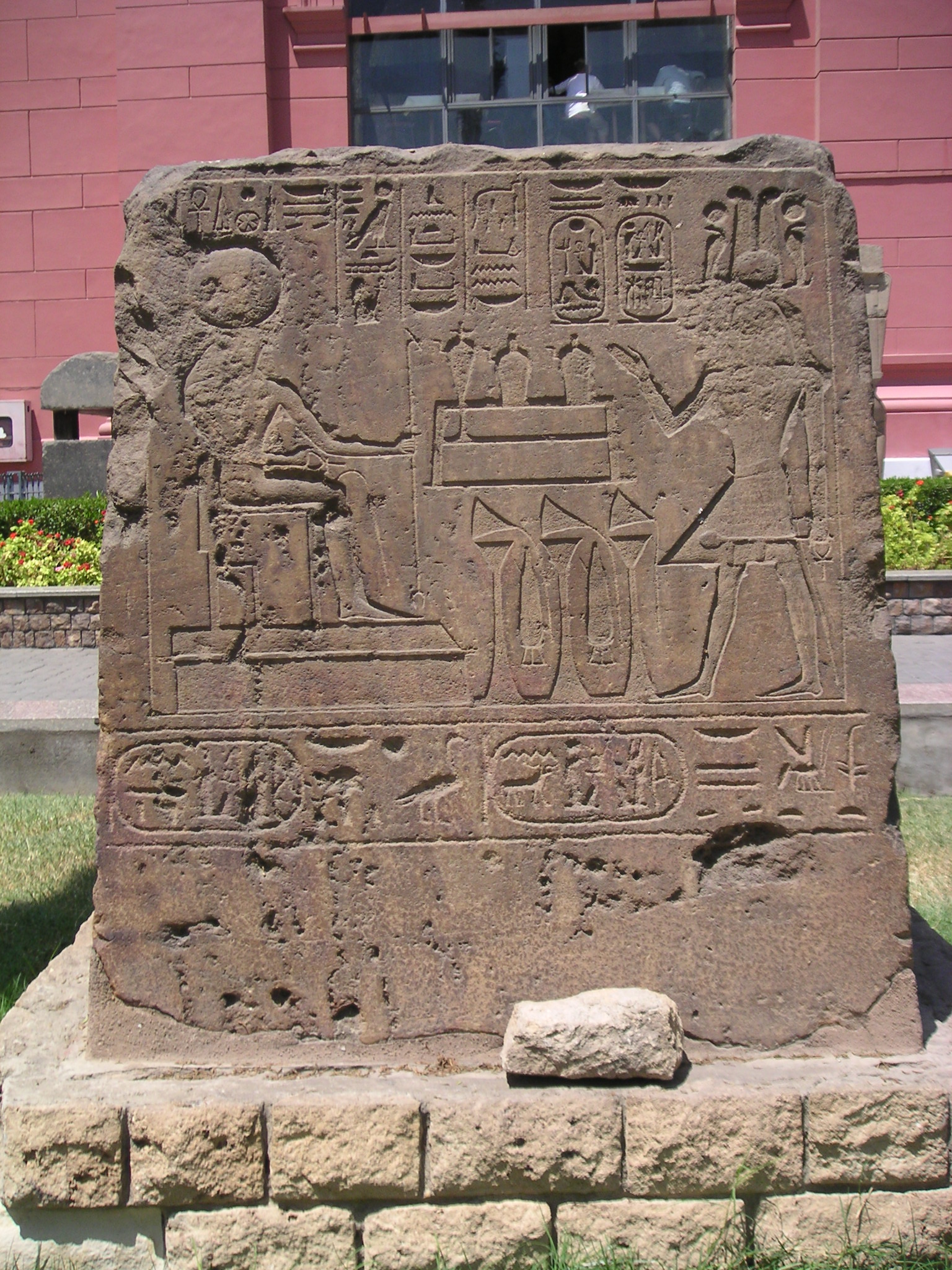
아트리비스 석비, 카이로 박물관 정원

"파라오는 그들에 대한 보고에 사자와 같이 분노했고," 궁인들을 모아 열정적인 연설을 했다. 후에 그는 프타 신이 그에게 검을 건네주며 “이것으로 너의 공포심을 날려버려라”라고 하는 꿈을 꾸었다. 기록에 따르면, 궁수들이 전진할 때 “아몬 신이 그들의 방패로서 그들과 함께 했다”. 6시간 후 살아남은 아홉 활들은 무기를 내던지고, 짐과 피보호자를 내팽개치고, 목숨을 구하기 위해 도망쳤다. 메르넵타는 그가 6천명의 적병을 죽이고 9천명의 포로를 얻으며 침략을 격퇴했다고 선언했다. 숫자를 확실하게 하기 위하여 그는 할례를 받지 않은 상대편 전사자의 음경과 할례를 받은 자의 손을 잘랐다. 에크웨시는 할례를 받았었다고 하며 따라서 그들이 그리스인이 아닐 수 있다는 것을 알려준다.

### 우가리트 서신

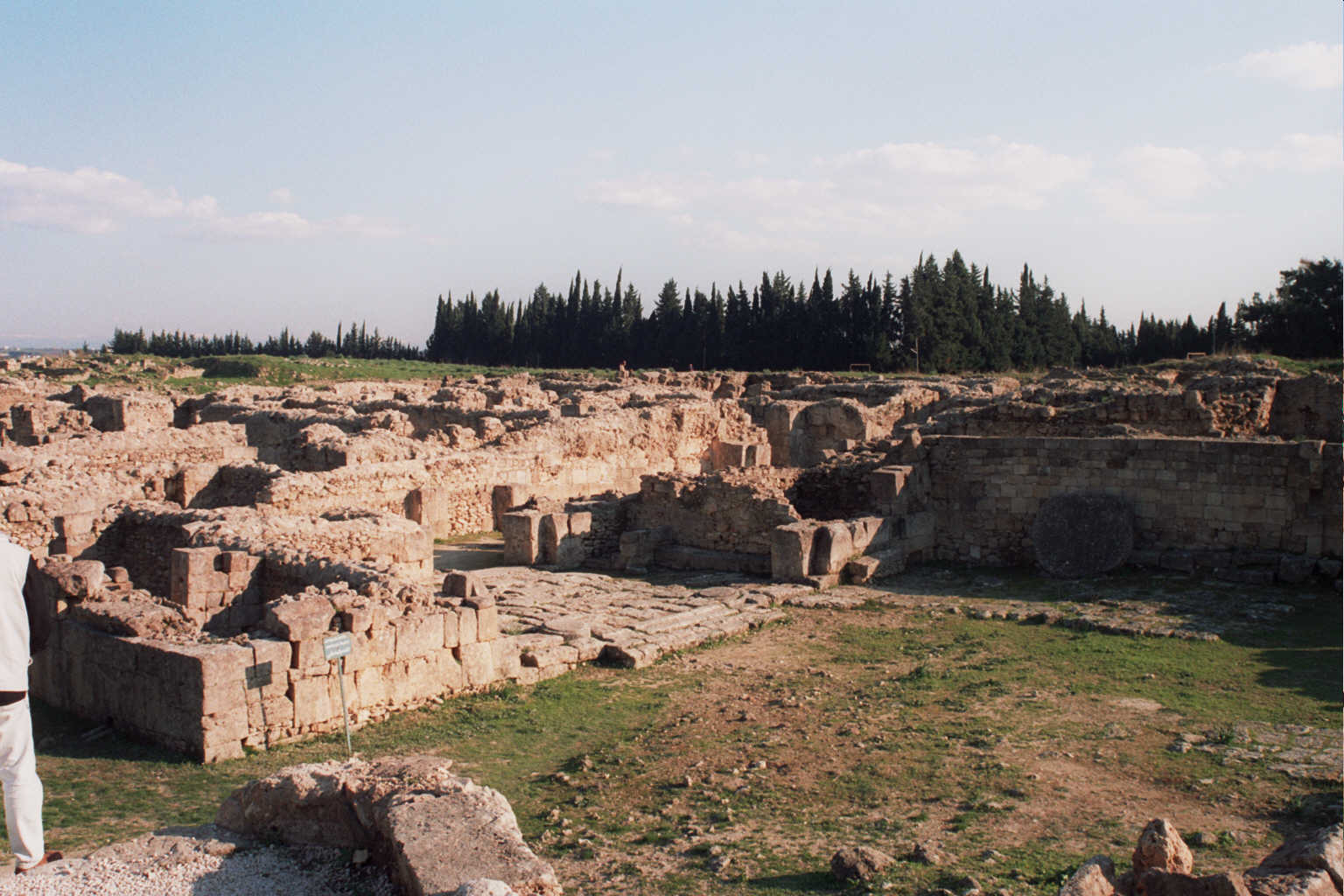
우가리트 유적.

몇몇 바다 민족은 우가리트의 네개의 서신에 나타나며, 이중 나중 세 서신은 기원전 1180년경에 있을 우가리트 파괴를 예상하는 것으로 보인다. 따라서 서신의 연대는 기원전 12세기 초로 거슬러 올라간다. 우가리트의 마지막 왕은 암무라피 또는 함무라비(기원전 약 1191년~1182년 재위)로, 서신들이 작성된 전 시기를 통틀어 나이가 어렸다.
최초의 서신은 도시 남부에서 발견된 RS 34.129로, “위대한 왕”, 아마도 히타이트의 수피룰리우마 2세가 우가리트 총독에게 보낸 것이다. 서신에서 그는 우가리트 왕이 이브나두슈를 보내 답변할 수 있도록 명령하였으나 왕이 미숙하여 보내지 못했다고 한다. 따라서 수피룰리우마 2세는 송환할 것을 약속하며 총독이 그를 보내기를 원한다.
히타이트 제국과 우가리트의 관계에 대한 이러한 발언이 암시하는 바는 해석의 문제이다. 이브나두슈는 “배 위에서 사는” 쉬칼라(세켈레시를 가리키는 것으로 보임)에 억류되었던 바 있다. 해당 서신은 일반적으로는 군사적 첩보에 대한 왕의 관심의 표현으로 해석된다.
RS L1, RS 20.238, RS20.18 등 마지막 세개의 서신은 나이가 조금 더 들어 자신의 직무를 수행하기 시작한 암무라피와, 알라시야(지금의 키프로스로 추정)의 총감독관인 에슈와라 간에 주고받은 것으로 라파누 서고에서 발견되었다. 암무라피는 에슈와라에게 20척의 적선이 바다에서 관찰되었음을 명백하게 고지하였다.
에슈와라는 답장에서 암무라피 자군의 위치를 질문했다. 또한 20척의 적선이 현재 어디에 위치했는지도 알고 싶다고 언급했다. 불행히도 우가리트와 알라시야 양국 모두 바다 민족의 맹습을 저지할 수 없었으며 종국에는 멸망하였다. 암무라피가 알라시야 왕에게 쓴 서신(RS 18.147) – 사실은 도움을 요청하는 이후의 서신에 대한 답변이나 다름없는 – 이 고고학자에 의해 발견되었다. 서신에서 암무라피는 우가리트가 직면한 절망적인 상황을 기술한다.
보십시오, 적선이 도달하였습니다. 저의 도시(들?)는 불탔으며, 적들은 사악한 일을 나라에 저질렀습니다. 제 군대와 전차(?)가 모두 히타이트 땅에 있으며 배는 모두 루카의 땅에 있다는 사실을 모르신다는 말씀이십니까? … 이 나라는 무너졌습니다. 일곱 척의 적선이 우리에게 큰 피해를 가했습니다.
이후 암무라피는 실제로 바다 민족의 침략으로부터 살아남은 주, 카르케미시의 총독에게 도움을 요청한다. 그러나 총독은 암무라피에게 조언 몇마디를 할 수 있을 뿐이었다.
"'적선이 도달하였습니다!’라고 그대(암무라피)가 내게 쓴 것과 관련하여. 음, 그대는 침착함을 유지하여야 하오. 도대체 그대의 군대는 어디에 있으며, 또한 전차는 어디에 주둔중이란 말이오? 그대 근처에 주둔중이지 않소? 아닙니까? 적의 후방에서 그대를 압박하는 것은 대체 누구요? 일단 그대의 도시를 방책으로 둘러싸시오. 군대와 전차를 그 안으로 들이고, 결단력을 가지고 적을 맞이하시오!"

### 람세스 3세 치하

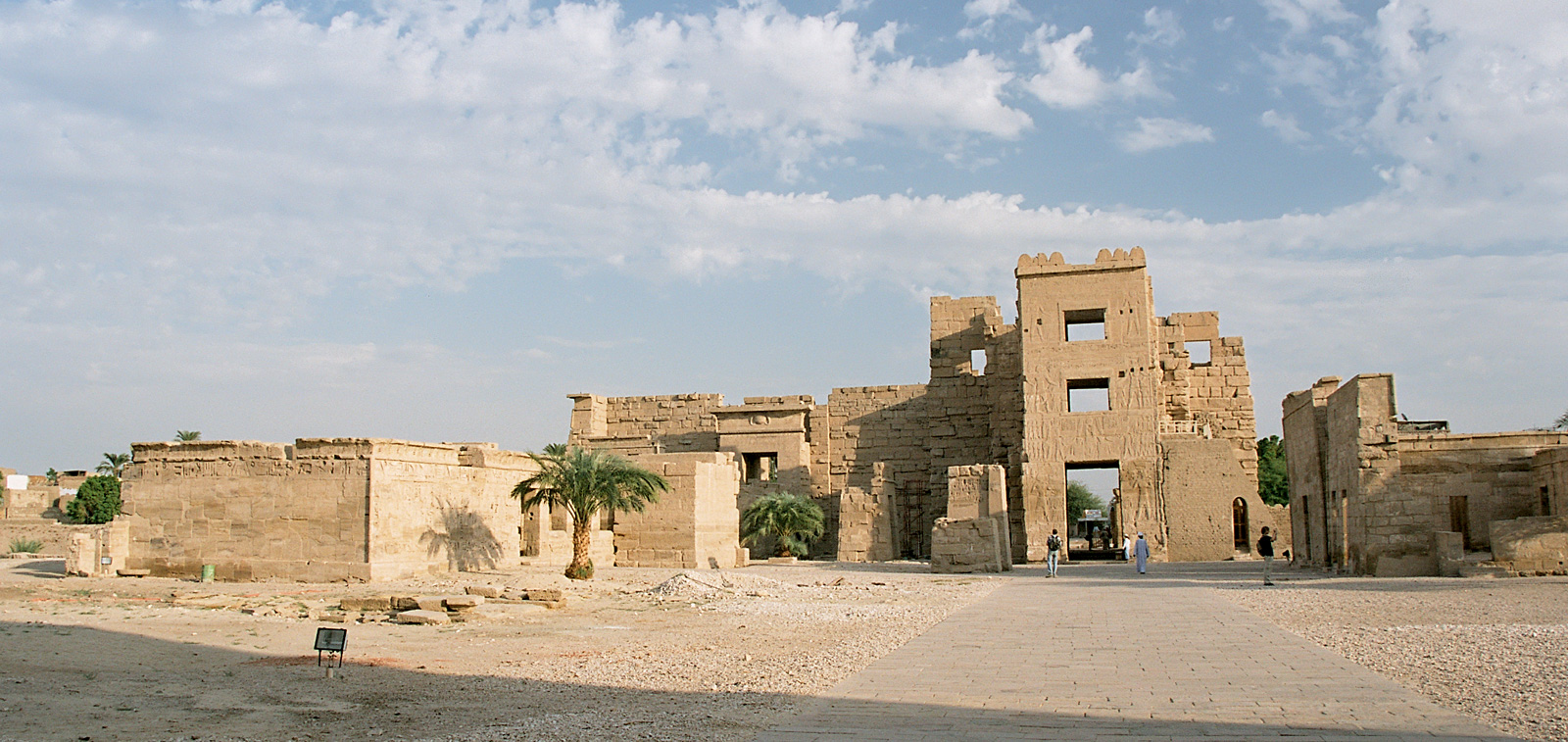
메디나트 하부의 람세스 3세 신전

이집트 제20왕조의 두 번째 왕으로 기원전 12세기 전반기를 지배한 람세스 3세는 이후에 있었던 바다 민족의 파상공격을 상대해야 했으며, 이에 대해서는 그의 재위 8년째에 상세하게 기록되어 있다. 파라오는 메디나트 하부에 있는 사후 신전의 비문에 바다 민족의 활동을 이렇게 기록하였다.
외국인(즉 바다 민족)이 그들의 섬에서 음모를 꾸몄다. 영토가 전쟁 중에 갑자기 상실되고 갈갈이 찢겼다. 히타이트, 카데시, 카르케미시, 아르자와, 알라시야 등등 어떤 곳도 그들의 무력을 견뎌낼 수 없었으며, 단숨에 잘려나갔다(즉, 멸망했다). 이 진영은 아무루에 세워졌다. 그들은 그 땅의 주민들을 학살하여 그 땅은 애초부터 존재하지도 않았던 것 같이 변했다. 그들은 이집트로 몰려오고 있으나, 그들 앞에는 불꽃이 준비되어 있다. 그들은 펠레세트, 티예커, 셀케레시, 덴옌, 웨쉬시 등의 연합이다. 그들은 세상 끝까지 손을 뻗치고 있으며, 자신감과 믿음으로 차 있다. “우리의 계획은 성공할 것이다!"

#### 어떠한 곳도 그들의 무력을 견뎌낼 수 없었다

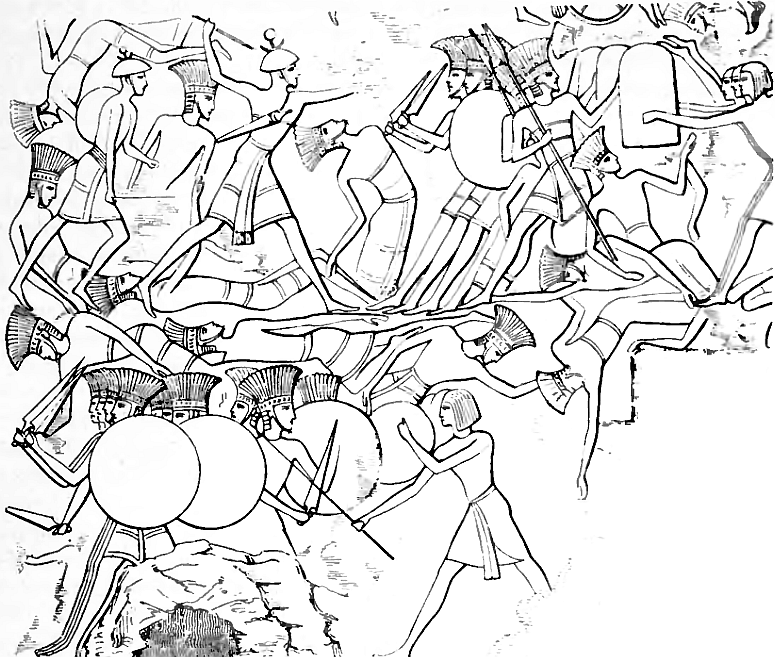
디아히 전투에서 이집트인과 싸우는 바다 민족.

기원전 1175년을 전후로 몇몇 문명이 몰락하였다는 사실은, 히타이트 제국, 미케네 및 미탄니 왕국의 최후에 바다 민족이 연관되었을 것이라는 주장을 낳았다. 미국 히타이트학자인 Gary Beckman은 Akkadica지 120호(2000년) 23페이지에 다음과 같이 썼다.
히타이트 제국의 멸망이 최소한 어느 시기 이전에 일어났는지는 람세스 3세의 재위 8년째 (기원전 1175년)에 메디나트 하부에 조각된 명문에서 알 수 있다. 이 글은 당시 동지중해의 민족 대이동에 기술하고 있으며, 그 결과 “영토가 전쟁 중에 갑자기 상실되고 갈갈이 찢겼다. 히타이트, 카데시, 카르케미시, 아르자와, 알라시야 등등 어떤 곳도 그들의 무력을 견뎌낼 수 없었으며, 단숨에 잘려나갔다(즉, 멸망했다)"

동지중해에서의 바다 민족의 침략의 규모에 대한 람세스의 언급은 이 시기의 히타이트, 우가리트, 아쉬켈론, 하조르의 파괴에 의하여 뒷받침된다. 히타이트학자 Trevor Bryce는 아래와 같이 본다.
침략이 단순히 군사작전이 아니라, 정착할 신천지를 찾기 위하여 대규모 인원의 육지와 바다를 통한 이주를 수반하였음이 강조되어야 한다.

이와 같은 상황은 람세스 3세의 메디나트 하부 신전 부조 내용에 따라 뒷받침된다.
부조에는 [람세스 3세에 대항하여] 지상에서 싸운 펠레세트와 티예커의 전사들을 소가 끄는 수레에 탄 여자와 어린이들이 따르고 있다.

#### 침략에 대해

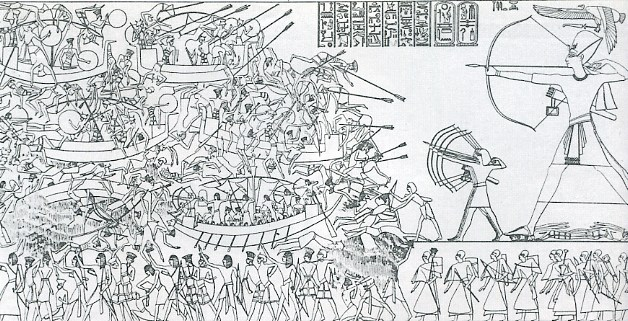
삼각주 전쟁. 메디나트 하부 람세스 3세의 사후 신전 부조.

테베에 있는 메디나트 하부 사후 신전의 람세스 3세의 명문은 바다 민족에 대항한 전투 중 재위 5년, 8년, 12년에 있었던 세번의 승리를 기록하고 있다. 또한 재위 5년에 있었던 누비아인 및 리비아인과의 전투, 재위 11년에 있었던 리비아인 및 아시아인과의 전투 등 실패한 3번의 전투 역시 기록하고 있다. 재위 8년째에는 일부 히타이트인이 바다 민족과 연합하였다.
제2궁정의 서쪽 내벽은 재위 5년째의 침략을 묘사하고 있다. 펠레세트 및 티예커만이 언급되었으며, 전체 목록은 소실되어 자세한 내용은 현재로서는 알 수 없다. 이 부조에 따르면 공격은 양면적으로, 즉 바다 및 육지에서부터 이루어졌다. 이는 바다 민족이 군사를 둘로 나누었음을 말한다. 왕은 나일강 하구에서 기다리고 있다가 적선을 함정에 빠뜨렸다. 지상 병력은 각개격파당했다.
바다 민족은 이 패배로부터 교훈을 얻지 못하고, 재위 8년째에 동일한 실수를 반복하여 같은 결과를 얻는다. 이 전투는 제1궁전의 북서쪽 내벽면에 더욱 자세하게 기록되어 있다. 단 날짜는 명문에만 기록되어 있으며, 이 두 기록이 같은 전투를 기리키는 것으로 생각할 수도 있으나 널리 받아들여지는 가설은 아니다.
람세스 재위 8년째, 아홉 활들이 “그들의 섬에서 음모를 꾸며” 다시 나타난다. 이번에는 그들이 바다 민족임이 의심의 여지 없이 드러난다. 바로 명문에 “외국”으로 나타난 펠레세트, 티예커, 셰켈레쉬, 덴옌, 웨시시이다. 그들은 아모르에 진을 치고 나일강으로 함대를 보낸다.
파라오는 한번 더 그들을 기다렸다. 이 전투를 위해 특별히 건조한 전함을 나일강 하구에 숨기고 해안에 감시자를 배치했다. 적선은 그곳을 습격하였으나 배는 전복되었고, 사람들은 해안으로 끌려 나와 즉결 처형되었다.
지상군도 이집트 영내에서 격퇴되었다. 추가적인 정보가 동쪽 외벽 부조에 제공되고 있다. 지상전은 자히 근방에서 “북쪽 나라”을 상대로 벌어졌다. 전투가 끝났을 때, 히타이트, 아모르, 사슈 등 “지상 민족”과, 티예커, “바다의 셰던”, “바다의 테레쉬”, 그리고 펠레세트 또는 필리스틴인(몇몇 학자는 이 단어와 펠라스지안, 즉 그리스어로 바다 민족을 가리키는 단어와의 연관성을 제기한다) 등 몇몇 우두머리들이 포로가 되었다.

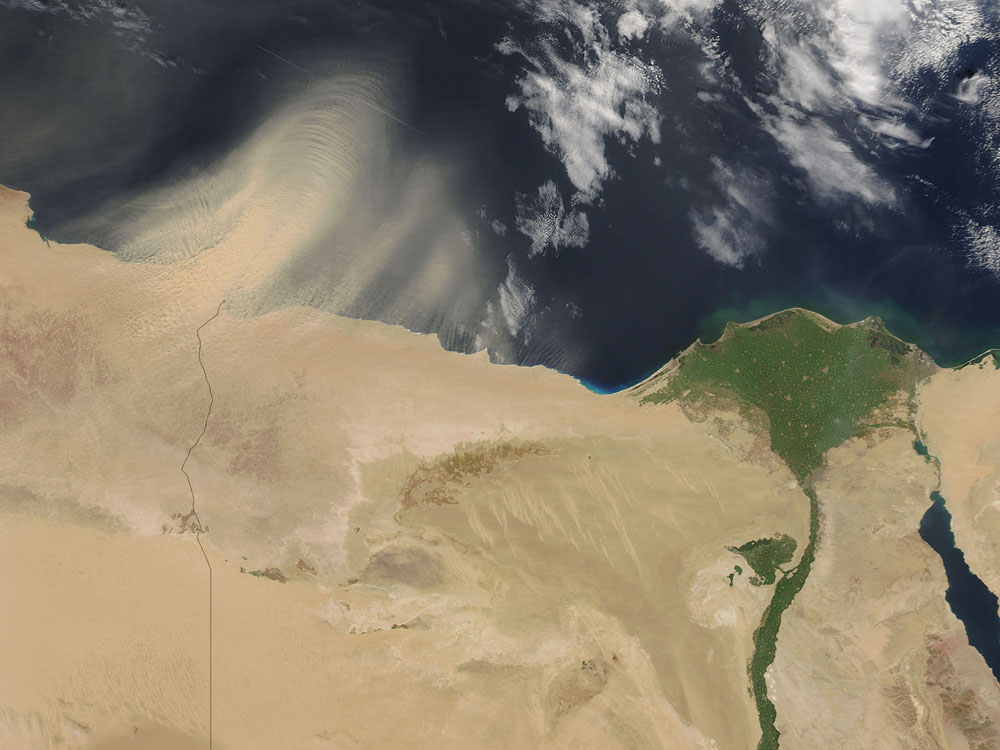
오늘날의 나일 삼각주

재위 12년째의 군사작전은 신전 남쪽면의 석비에 기록되어 있으며, 여기에는 티예커, 펠레세트, 덴옌, 웨시시, 셰켈레시가 언급되었다.
신전 뒤에서 발견된, 당시의 해리스 파피루스 1은 바다 민족에 대한 더욱 광범위한 군사작전을 묘사하나 시점은 언급하지 않는다. 파피루스에는 람세스 3세가 “나는 덴옌인의 섬에서 그들을 도륙하였으며” 티예커와 펠레세트를 “불태웠다”고 하였으며, 이는 그 자신이 해양 원정을 감행하였음을 암시한다. 그는 또한 “바다의” 셰르덴과 웨시시인을 잡아 이집트에 정착시켰다. 동쪽 부조상에서 그가 “아홉 활들”의 지배자”로 불리고 있으며, 이 사건들은 재위 8년째에 이루어진 듯 하다. 즉, 왕은 지중해상 다른 곳으로 징벌을 위한 원정을 위해 위해 승리를 거둔 함선을 사용했을 것이다.
Trude Dothan 및 Moshe Dothan은 나중에 필리스틴인이 정착한 레반트 지역이 필리스틴에 의하여 파괴되고 재건된 사이의 근 30년간 점거된 적이 없으며, Helladic IIICb 도기에서는 이집트의 영향을 볼 수 있다고 주장한다.
아메노페 또는 아메네마프트의 오노마스티콘 문서는 람세스 왕조의 파라오들이 바다 민족을 가나안에 정착시켰다는 주장에 어느 정도 근거를 제공한다. 기원전 1100년경, 제21왕조 말엽에 작성된 이 문서는 단순히 이름만을 나열한다. 팔레스타인 소재한 4개 지명을 포함하여 6개의 지명을 열거한 후, 문서는 268행에서 셰덴, 269행에서 티예커, 270행에서 펠레세트를 명기하며, 이들이 앞서 기재된 지역을 점거했다고 생각할 수도 있다. 같은 비밀창고에서 발견된 파피루스에 쓰여진 웨나문 이야기는 당시 티예커를 항구도시 도르에 위치시켰다. 성서에 나오는 해양민족인 단이 최초에 필리스틴과 티예커 사이에 위치했다는 사실은, 이들이 원래 덴옌이었을 수도 있다는 주장이 나올 수 있게 한다. 셰덴은 메기도와 요르단 계곡 근처에 정착한 것으로 보이며, 웨시웨시(성서에서는 아셀)는 더 북쪽에 위치했을 것이다.

#### 생존자들
비블로스, 시돈, 아시리아와 같은 몇몇 국가는 바다 민족의 이주를 버텨냈다. 이유는 알 수 없지만 람세스 3세는 이를 몹시 비관적으로 보았으며, 무너져 내렸던 카르케미시는 바다 민족의 침략 이후 다시 부활하였다. 쿠지-테숩(Kuzi-Teshub) 1세(히타이트를 마지막으로 지배한 수피룰리우마 2세와 동시대인이었던 탈미-세숩(Talmi-Teshub)의 아들)은 그곳에서 힘을 증명했다. 쿠지-테숩 및 그의 후계자들은 카르케미시에서 소아시아 남동쪽, 시리아 북쪽, 유프라테스 서안까지 확장된 소제국을"기원전 1175년에서 990년까지 통치했다.

## 바다 민족에 대한 가설들
기록에 남은 바다 민족의 정체와 동기에 관련하여 수많은 가설이 제시되었다. 이들이 반드시 대체적이거나 상충되는 것은 아니며, 전적으로 또는 부분적으로 참일 수 있다.

### 필리스틴 가설
고대 팔레스타인(헤브라이어 성서에서는 필리스티아)의 남해안 평원에서 발견된 고고학적 단서는 후기 청동기시대에 있었던 가나안 문명의 붕괴 그리고 외부(주로 에게해)에 기원을 둔 문명으로의 대체 및 통합이 있었음을 알려준다. 처음에는 미케네 3C기 양식에 속하나 (생산은 해당 지역에서 행해졌음) 점차 필리스틴 고유 양식으로 변용된 상이한 도기 등이 이 증거에 포함된다. Mazar에 따르면,
... 필리스티아의 미케네 3C기 양식 도기의 제작자는 필리스틴인임이 분명하다. 따라서 내릴 수 있는 논리적 결론은, 필리스틴은 동쪽으로 이주한 미케네 그리스인이라는 것이다... 수십년이 지난 후... "필리스틴 양식"으로 알려진 새로운 2색 도기가 필리스티아에 출현한다...

그러나, Sandars는 이러한 관점에 동의하지 않고 아래와 같이 말한다:
... 이를 특정 집단에 연결시키지 않고, '필리스틴 도기', '바다 민족' 도기, 또는 '외국' 도기라고 부르는 것이 오해의 소지를 줄일 수 있을 것이다.

필리시테인 문화의 유물은 아쉬켈론의 펜타폴리스, 아쉬도드, 에크론, 가스, 가자 등 필리스틴의 5개 주요 도시의 발굴지 등 여러 곳에서 발견된다. S. Sherratt, Drews 등 몇몇 학자는 필리스틴 문화가 이민자의 문화라는 점을 반박하며, 이들은 현지 가나안 문화가 발전한 것이라고 주장한다. 그러나 T. Dothan, Barako 등 다른 학자들은 이민 가설을 지지한다.

### 미노아 가설
티예커, 펠레세트 등 레반트에 정착한 두 민족은 크레타와 연관이 있을 수 있는 전통을 가졌다. 티예커는 크레타를 떠나 아나톨리아에 정착하였다가 그곳을 버리고 도르를 건설한다. 구약 성서에 따르면 이스라엘의 신은 필리스틴을 카프토르에서 나오게 했다. 성서학 및 고전학 주류는 카프토르를 크레타를 가리키는 것으로 생각하나, 이와 다른 소수 이론도 존재한다. 당시 크레타에는 미케네 그리스어와 미노아어의 후손인 에테오크레타("진짜 크레타")어 등 수많은 언어를 쓰는 사람들이 살았다. 확실치는 않으나, 티예커 및 펠레세트는 에테오크레타어를 사용했을 수 있다.
최근 연구결과에 따르면, 산토리니 화산은 바다 민족의 최초 출현기와 아주 가까운 시기(기원전 1660년~1613년 사이로 추정)에 분화했을 수 있다. 분화와 그 후폭풍(화재, 해일, 기후변화, 기근)은 지중해, 레반트, 그리고 특히 그리스에 걸쳐 광범위한 영향을 주었을 것이며, 이는 지중해 다른 지역을 침략할 동기를 부여했을 수 있다.

### 그리스인의 이민설
덴옌과 그리스의 다나안인, 에크웨시와 그리스의 아카이아인의 동일시는 청동기시대 연구에 있어 오래 묵은 논쟁거리이다. 그리스인들이 바다 민족으로 나타난 것이라면, 그들은 무엇을 하고 있었던 것인가? Michael Wood는 이 질문과 (이미 위에서 필리스틴의 정체로 제시된) 그리스인의 역할에 대한 가설을 잘 요약한다.
...바다 민족들은 실제로 뿌리없는 이민자, 전사단 및 용병단장 등의 미케네 그리스인으로 구성되었는가...? 분명 그리스인...과 바다 민족의 갑옷과 투구 사이에는 유사점이 떠오른다...

Wood는 또한 “그리스어 사용자들이 이 시기에 동일한 지역(사르데냐 및 시칠리아)으로 이주”했음을 지적하며, 셰덴 및 셰켈레시를 이에 포함시킨다. 그는 그리스인이 바다 민족의 구성원 중 하나였으며 그 수는 상대적으로 소수였음이 확실하다고 조심스레 지적한다. 그러나 그의 주 가설은, 트로이 전쟁은 트로이 6기에 대한 전쟁이었으며, Carl Blegen이 생각한 후보인 트로이 7a기는 그리스의 바다 민족에 의하여 파괴되었다는 것이다. 그는 트로이 전쟁이 끝나고 고향으로 돌아오는 길에 이집트와 싸워 사로잡힌 후 그곳에서 일하는 방랑하는 크레타인인 오디세우스가 상기에서 묘사된 람세스 3세 재위 8년째의 군사작전을 “기억한다”는 점을 제시한다. 또한 키티온 등 키프로스에서 파괴된 지역이 새로운 그리스어 사용자들에 의하여 재건되었음을 지적한다.

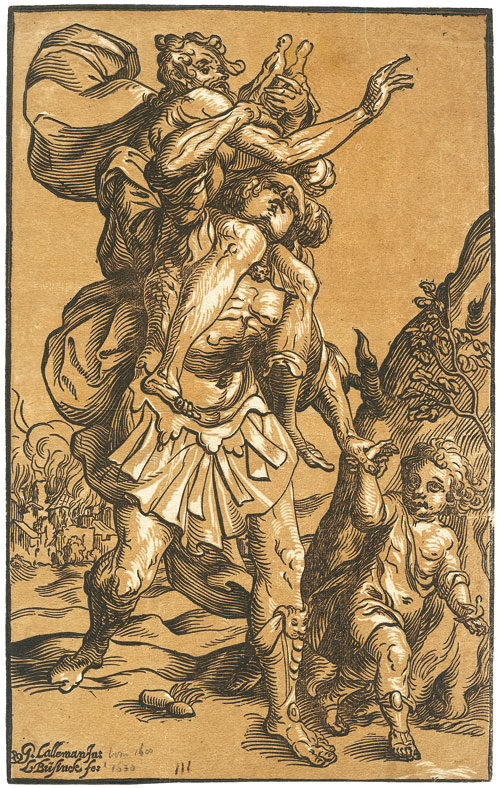
아버지인 안키세스를 업고 아들인 아스키니오스를 이끌며 불타는 트로이를 탈출하는 아이네아스. 목판화, 루돌프 뷔싱크 작

### 트로이 가설
고대 로마인들은 테레쉬가 한편으로는 에트루리아 문화권인 티레니아와, 또 한편으로는 타루이사(트로이의 히타이트 명으로 추정)와 관련이 있을 가능성을 제기했다. 로마 시인인 베르길리우스는 아이네아스가 멸망하는 트로이를 탈출하여 라티움에 도달하였으며, 훗날 로마의 첫 번째 왕인 로물루스가 아이네아스의 자손이라고 묘사하면서 이러한 믿음을 언급한 바 있다. Eberhard Zangger는 티예커, 루카 등 타 바다 민족과 아나톨리아 지역의 관계를 고려하여 아나톨리아 기원설을 제창했다. 최근 이루어진 유전자 배열 연구에서 토스카나 지역의 가축은 아나톨리아 반도 북서쪽 가축과 유전적으로 가장 가깝다는 사실이 밝혀져, 이 가설을 뒷받침한다.

### 미케네 전쟁 가설
이는 바다 민족이 수십년에 걸쳐 서로를 멸망시킨 그리스 미케네 도시국가 출신이라는 가설이다. 에게해 문명 중 그리스어권 외에는 외부로부터의, 또는 외부로의 침략이 거의 없었을 것이다. 하지만 이 미케네 설은 현재는 받아들여지지 않는다.
고고학적 증거에 따르면, 기원전 13세기 말엽에서 12세기 초에 그리스의 요새 다수가 파괴되었으며, 20세기 중반 신시내티 대학의 Carl Blegen은 이는 거의 동시대에 발생한 도리아인의 침입에 의한 것이라는 설을 옹호한다. 그는 미케네의 필로스가 북쪽에서 온 전사(도리아인)의 상륙 기습에 의하여 파괴되었다고 생각한다.
이에 비판적인 분석자들은, 상기에서 말한 파괴가 동시에 이루어진 것이 아니라는 사실과, 도리아인이 그 이후에 침입했다는 증거에 집중한다. John Chadwick은 필로스인이 북동쪽으로 후퇴하였으므로 공격은 남서쪽으로부터 이루어졌을 것이며, 따라서 바다 민족이 가장 그럴듯한 침략자 후보라는 가설을 옹호한다. Chadwick은 바다 민족이 아나톨리아 반도에 근거를 두고 있었으며, 비록 미케네인들이 자기 자신을 아카이아인으로 불렀을지는 의심스러우나 “이들을 연결하는 것은 매우 흥미롭다”고 기술하지만, 모든 바다 민족이 그리스인이라고 주장하지는 않는다.
그리스 신화에 나타난 미케네 도시간의 혼란을 고려하면, 미케네인이 자멸했다는 가설은 오랫동안 존재했으며, 유명한 그리스 역사가 투키디데스가 제시한 이론이 이를 뒷받침한다.
이러한 약탈을 미케네 그리스의 몰락, 더 나아가서는 바다 민족과 연관시키는 것은 논리적인 결과이다. 필리스틴이나 그리스 이주설을 지지하는 사람 중 몇몇은 모든 미케네인이나 바다 민족이 그리스인이라고 주장하지만, Chadwick(Michael Ventris와 함께 선형B문자 연구의 선구자이기도 하다)은 여러 민족이 연관되었을 것이라는 설을 채택한다.

### 사르데냐, 시칠리아, 티레니안인 가설
셰던이 사르데냐와, 셰켈레시가 시칠리아와, 테레쉬가 티레니아인과 연관되었을 가능성을 제시하는 이론은 역사가 오래되었으나, 이는 주로 이름의 유사성에 근거한다.
바다 민족 시기에, 마그나 그라이키아 지역을 포함한 서지중해 지역에서 가장 발전한 건축물은 누라게 문명이 사르데냐에 만든 것이었다.
로마 시기 이전 시켈인은 시칠리아(지명이 민족명을 딴 것으로 보임)를 포함한 여러 지역에 알려져 있었다
이들 바다 민족과의 관계에 대해 발견된 증거는 없다. 에트루리아인이 자신을 가리키던 말인 ‘Rasna’는 티레니아 어원과 관계가 없으며, 초기 형태인 T'Rasna에서 파생된 것으로 생각된다. 에트루리아 문명의 연구 결과 에트루리아어의 일부가 해독되었다. 에게문명의 명문에 변형된 언어가 남이있으나, 이는 로마에 멸망하기 전 항해 개척시대에 에트루리아인 여행자 또는 식민지 주민이 남긴 것으로 생각된다.
고고학계에서도 이는 수수께끼에 싸여 있다. 이에 대하여 언급할 수 있는 것은, 미케네 3C기 도기가 바다 민족과 관련된 지중해 지역에 분포하며, 이것이 사르데냐 등 여러 곳에 도입된 것은 문화의 파괴적이거나 점진적인 변화와 연관될 수 있다는 것 뿐이다. 이는 고고학적 이론을 제시하기에는 충분한 것으로 보인다. 지배적인 가설은 셰던과 셰켈레쉬가 그들의 이름을 “그들의 기원이 아니라 목적지였던” 사르데냐와 시칠리아에서 따 왔다는 것이다.

### 아나톨리아 기근 가설
헤로도토스가 쓴 유명한 글은 기근 때문에 아나톨리아를 떠나 방랑하고 이주한 리디아인을 그린다.
마네스의 아들인 아티스 왕의 치세에, 리디아 전역에 큰 기근이 있었다 … 이에 왕은 국민을 둘로 나눠 반은 그대로 있게 하고 반은 나라를 떠나도록 하였다 … 이민자들은 왕의 아들인 티레누스를 지도자로 삼았을 것이다 … 그들은 스미르나로 가서 배를 만들고 여러 나라를 항해해한 끝에 움브리아에 도착하였으며 … 자신들을 티레니아인으로 불렀다.
메르넵타 석비에 언급된 것과 같이, 히타이트의 기근을 해결하기 위해 곡물을 실어날랐다는 이야기와 테레쉬의 관계는 논리상 필연적이다. 많은 이들이 아나톨리아 출신의 해양 이민자와 기근을 해결하고자 하는 섬들간의 연합 이론을 제시했다. 우가리트의 RS 18.38 서판 역시 히타이트로의 곡물 운송을 언급하며, 이는 보다 광범위한 이론에서는 가뭄과도 연관된다. Barry Weiss는 그리스, 터키, 서남아시아 소재 35개 기상 자료에 파머 가뭄지수를 적용하여, 1972년 1월부터 시작된 것과 유사한 가뭄이 후기 청동기문명의 붕괴와 연관된 모든 지역에 영향을 끼쳤음을 보였다. 가뭄이 사회경제적 문제를 촉발, 가속화하여 전쟁을 발발시켰을 수 있다.최근에는 Brian Fagan이 대서양으로부터 부는 한겨울의 폭풍이 방향을 바꿔 피레네 북쪽과 알프스로 오면서 중유럽을 습하게 만드나, 동지중해에는 가뭄을 가져오는 과정을 보인 바 있다. 최근 고기후학 연구에 따르면 당시 동지중해의 기후 변동과 사막화는 북대서양 진동과 연관이 있음을 보여준다.

### 침략자 가설
침략이라는 용어는 일반적으로 해당 시기를 그린 문학에서 공격을 의미한다. 하지만 근거가 없어 현재는 받아들여지지 않는다.
이러한 종합적 움직임은 하나의 민족 또는 문화만이 관련된 것이 아니며, Finley에 따르면 ‘혼란’이 일어났다.
대규모의 인구 이동이 관찰된다... 혼란의 진원지는 유럽의 카르파티아-다뉴브 지역이다... 이는 여러 지역으로 여러 번에 걸쳐 퍼져간 것으로 보인다.

다뉴브 유역에서는 이것이 여러번 관찰되나, 에게해에서는 그렇지 않다. "이 모든 파괴는 기원전 1200년경에 동시에 일어났다."
Finley는 기원전 1200년의 관점으로 후속적인 움직임을 압축하여 보여준다. 도리아인의 침입, 바다 민족의 공격, 레반트에서의 필리스틴 왕국의 형성과 히타이트 제국의 몰락 등은 사실 수백년이 필요한 사건이다.
고고학적 증거 역시 같은 방식으로 다뤄진다. Robert Drews는 그가 "혼돈 속에 파괴된 지역"이라고 일컫는 47개의 파괴된 요새화 지역의 지도를 보여준다. 이들은 레반트에 집중되어 있고, 몇몇은 그리스와 아나톨리아 반도에 위치한다. 또한 최근 발굴된 3천 년 전에 기록된 것으로 추정되는 비석에 따르면 바다 민족이 소아시아 지역 왕국의 연합 함대일 가능성이 있다고 한다.
 파괴가 정확하게 누구에 의하여 언제 일어났는지는 의문으로 남아있으며, 이것이 해결되지 않는 한은 어떠한 재앙이 일어났는지에 대한 이론은 순수한 추정에 불과하다. 
침략자들은 원래 존재한 도시의 부를 흡수하려는 의도를 보이지 않았으며, 폐허 위에 문화적, 경제적으로 더 단순한 거주지를 만들어 해당 지역의 문화를 대체하였다. 예를 들어 필로스에서는 왕궁과 상점 등은 전용되지 않고 모두 불탔으며, (그것이 누구든간에) 계승자들은 단순한 도기와 간단한 물품을 가지고 폐허 위로 이주했다. 이는 문화적 단절을 보여준다. 
이러한 모든 문화적 단절이 침략자 가설을 뒷받침할 수 있을 만큼 동시대에 일어난 것인지의 여부는 또 다른 문제를 야기한다. 다뉴브에서 출발하여 여기저기로 넘어간 민족의 정체는 기록에 충분히 제시되지 않는다.

## 세르보니스의 늪
이집트에 위치한 세르보니스의 늪은 바다 민족과 관계가 있다. ‘세르보니스’는 기원전 2천년대 이집트 기록에 단편적으로 다나타는 바다 민족 중 하나인 셰던에서 따온 것이다. 모래가 그 위를 덮으면 여기는 단단한 땅으로 보이지만 사실은 늪이다. 현재 이 지명은 빠져나오기가 힘든 상황을 나타내는 관용어구로 쓰인다.
세르보니스의 늪은 대염호에서 나일강의 동쪽으로 흘러가는 지류 중 하나로 추정된다. 고대에 군대가 여기에 빨려들어가 사라졌다는 가공의 이야기가 만들어졌다.

## 같이 보기
- 힉소스
- 미노스 문명
- 트로이아

## 참고 자료
| - Beckerath, Jürgen von (1997). 《Chronologie des Pharaonischen Ägypten》. Mainz. Mainz. - Beckman, Gary, "Hittite Chronology", Akkadica, 119/120 (2000). - Breasted, J.H. (1906). 《Ancient Records of Egypt: historical documents from the earliest times to the Persian conquest》. Chicago: The University of Chicago Press. Volume II on the 19th Dynasty is available for download from Google Books. - Bryce, Trevor (1998). 《The Kingdom of the Hittites》. Oxford University Press. ISBN 978-0-19-924010-4. - Chadwick, John (1976). 《The Mycenaean World》. Cambridge: Cambridge University Press. ISBN 0-521-21077-1. - Dothan, Trude & Moshe (1992). 《People of the Sea: The search for the Philistines》. New York: Scribner. - Dothan, Trude K. (1982). 《The Philistines and Their Material Culture》. Jerusalem: Israel Exploration Society. - Robert Drews (1995). 《The End of the Bronze Age: Changes in Warfare and the Catastrophe of ca. 1200 B.C.》. Princeton, New Jersey: Princeton University Press. ISBN 0-691-04811-8. Parts of this book are displayed as a Google Books review. - Finley, M.I. (1981). 《Early Greece:The Bronze and Archaic Ages:New and Revised Edition》. New York, London: W.W. Norton & Co. ISBN 0-393-01569-6. - Gardiner, Alan H. (1947). 《Ancient Egyptian Onomastica》. London: Oxford University Press. 3 vols. - Grant, Michael (1969). 《The Ancient Mediterranean》. New York: Charles Scribner's Sons. - Grimal, Nicolas (1992). 《A History of Ancient Egypt》. Oxford: Blackwell. - Hasel, Michael G. (1998). 《Domination and Resistance: Egyptian Military Activity in the Southern Levant, ca. 1300-1185 B.C.》. Brill Academic Publishers. ISBN 90-04-10041-5. | - Kitchen, K.A. (2003). 《On the Reliability of the Old Testament》. William B. Eerdsman Publishing Co. - Manassa, Colleen (2003). 《The Great Karnak Inscription of Merneptah: Grand Strategy in the Thirteenth Century BC》. New Haven: Yale Egyptological Seminar, Department of Near Eastern Languages and Civilizations, Yale University. ISBN 0-9740025-0-X. - Mazar, Amihai (1992). 《Archaeology of the Land of the Bible: 10,000-586 B.C.E.》. Doubleday. ISBN 0-385-42590-2. - Oren, Eliezer D. (ed.) (2000). 《The Sea Peoples and Their World: A Reassessment》. Philadelphia: The University of Pennsylvania Museum of Archaeology and Anthropology. - Redford, Donald B. (1992). 《Egypt, Canaan, and Israel in Ancient Times》. Princeton, New Jersey: Princeton University Press. ISBN 0-691-03606-3. - Sandars, N.K. (1987). 《The Sea Peoples: Warriors of the ancient Mediterranean, Revised Edition》. London: Thames and Hudson. ISBN 0-500-27387-1. - Vermeule, Emily (1964). 《Greece in the Bronze Age》. Chicago and London: The University of Chicago Press. - Wood, Michael (1987). 《In Search of the Trojan War》. New American Library. ISBN 0-452-25960-6. - Woudhuizen, Frederik Christiaan (1992). 《The Language of the Sea Peoples》. Amsterdam: Najade Press. ISBN 90-73835-02-X. - Woudhuizen, Frederik Christiaan. April 2006. The Ethnicity of the Sea Peoples. Doctoral dissertation; Rotterdam: Erasmus Universiteit Rotterdam, Faculteit der Wijsbegeerte. - Zangger, Eberhard (2001). 《The Future of the Past: Archaeology in the 21st Century》. London: Weidenfeld & Nicolson. ISBN 0-297-64389-4. |